# Outlandos d'Amour
| Recensione | Giudizio |
| ---------- | -------- |
| AllMusic   | [ 1 ]    |
| Ondarock   |          |

Outlandos d´Amour è il primo album in studio del gruppo musicale britannico The Police, pubblicato il 2 novembre 1978 dalla A&M Records.
Nel 2012 è stato inserito nella classifica di Rolling Stone dei 500 migliori album di tutti i tempi, alla posizione numero 428. Sempre Rolling Stone nel 2013 lo ha inserito nella lista dei 100 migliori album di debutto, alla posizione numero 38.

## Il disco
L'album è stato registrato presso i Surrey Sound Studios di Londra con un budget ridotto di sole 1,500£ prese in prestito dal fratello del batterista Stewart Copeland, Miles. Le registrazioni si svolsero in un arco intermittente di oltre sei mesi, durante i giorni in cui lo studio non era occupato dalle sessioni di altri musicisti. Miles Copeland aveva promesso di pagare ai Surrey Sound una somma di 2,000£ al completamento della registrazioni, ma non diede loro l'intero importo fino a molto tempo dopo.
Miles Copeland seguì occasionalmente il gruppo in studio di registrazione, spesso reagendo con forte derisione nei confronti di ciò che sentiva suonare. Tuttavia cambiò idea dopo aver ascoltato Roxanne, che lo spinse a fare pressione sulla A&M Records affinché pubblicasse il pezzo come singolo. Nonostante il brano fallì l'accesso in classifica, la casa discografica accordò alla band una seconda possibilità con Can't Stand Losing You. Il brano si rivelò la prima hit del gruppo, spingendo l'etichetta ad approvare rapidamente la pubblicazione dell'album. Miles Copeland voleva in origine intitolare il disco Police Brutality, ma dopo aver sentito Roxanne, e quindi pensato un'immagine più romantica per il gruppo, propose Outlandos d'Amour. Il titolo è una libera traduzione francese dell'inglese Outlaws of Love.
L'album presenta una peculiare linea stilistica a base di punk rock e reggae che sarebbe diventata il tratto distintivo del gruppo. Inizialmente ottenne una fredda accoglienza di pubblico, poiché la BBC si rifiutò di trasmettere i primi due singoli Roxanne e Can't Stand Losing You per via delle delicate tematiche che trattavano, rispettivamente la prostituzione e il suicidio. Fu solo dopo un tour negli Stati Uniti che il gruppo cominciò a riscuotere successo, in particolare con Roxanne. La A&M Records ne approfittò per ripubblicare il singolo, che riuscì stavolta a scalare le classifiche di tutto il mondo. Il successo di Roxanne aiutò il disco a raggiungere il sesto posto della classifica britannica nell'aprile 1979. Nei mesi successivi la band riuscì a consolidare la propria fama a livello mondiale con il secondo album Reggatta de Blanc.

## Tracce
Testi e musiche di Sting, eccetto dove indicato.
1. Next to You – 2:55
2. So Lonely – 4:50
3. Roxanne – 3:12
4. Hole in My Life – 4:55
5. Peanuts – 4:02 (Sting, Stewart Copeland)
6. Can't Stand Losing You – 2:59
7. Truth Hits Everybody – 2:55
8. Born in the '50's – 3:45
9. Be My Girl - Sally – 3:24 (Sting, Andy Summers)
10. Masoko Tanga – 5:42

## Formazione
Gruppo
- Sting – voce, basso, armonica a bocca (traccia 2), pianoforte (traccia 3)
- Andy Summers – chitarra, pianoforte e spoken word (traccia 9), cori
- Stewart Copeland – batteria, percussioni, cori

Produzione
- The Police – produzione
- Nigel Gray – produzione, ingegneria del suono
- Chris Gray – ingegneria del suono

## Classifiche

### Classifiche settimanali
| Classifica (1979) | Posizione massima |
| ----------------- | ----------------- |
| Australia         | 15                |
| Canada            | 22                |
| Francia           | 2                 |
| Nuova Zelanda     | 6                 |
| Paesi Bassi       | 2                 |
| Regno Unito       | 6                 |
| Stati Uniti       | 23                |

### Classifiche di fine anno
| Classifica (1979) | Posizione |
| ----------------- | --------- |
| Paesi Bassi       | 9         |
| Regno Unito       | 14        |
| Classifica (1980) | Posizione |
| Regno Unito       | 18        |